# لوون یکم
لوون یکم (ارمنی: Լևոն Ա؛ 1080 – ۱۴ فوریهٔ ۱۱۴۰) پنجمین پادشاه از پادشاهی ارمنی کیلیکیه بود که بین سال‌های ۱۱۲۹ تا ۱۱۳۷ حکمرانی نمود. وی پسر کنستانتین یکم، شاهزاده ارمنستان و متعلق به دودمان روبنی بود.
او یاد گرفت که از خصومت های آشکار و در عین حال مهار شده بین امپراتوری بیزانس و حکومت های صلیبی ادسا و انطاکیه استفاده کند. بیشتر موفقیت‌های او از اشغال پیش از بیزانس به تهدید زنگی (اتابگ موصل) از حلب و فقدان حکومت مؤثر فرانک‌ها، به‌ویژه در شاهزاده انطاکیه بود.
او حکومت خود را بر دشت های کیلیکیا و حتی سواحل مدیترانه گسترش داد. در زمان او، روابط بین ارمنی ها و فرانک ها (صلیبی ها)، دو متحد سابق، همیشه مانند گذشته مؤدبانه نبود: یکی از دلایل اصلی اختلاف بین آنها مالکیت دژهای آمانوس جنوبی و همسایگان بود. 
لئو پس از دعوت به جلسه ای توسط امپراتور بیزانس جان دوم کومننوس، که به وعده دروغین صلح سوگند خورده بود، اسیر شد.